# Партія народної дії (Гана)
Партія народної дії (PAP) — політична партія Гани за часів Другої республіки (1969–1972). За результатами виборів, що відбулись 29 серпня 1969, партія здобула 2 зі 140 місць у Національній асамблеї.
Лідером партії був Імору Аярн.